# 6481 Тенцінґ
6481 Тенцінґ (6481 Tenzing) — астероїд головного поясу, відкритий 9 вересня 1988 року.
Тіссеранів параметр щодо Юпітера — 3,577.